# 奥里戈
奥里戈（義大利語：Aurigo），是意大利因佩里亚省的一个市镇。总面积9.46平方公里，人口337人，人口密度35.6人/平方公里（2021年）。ISTAT代码为008005。